# Sorese
Sorese (en francès Sorèze) és un municipi francès, de la regió d'Occitània i del departament del Tarn. En aquest municipi s'hi troba el llac de Saint-Ferréol, que alimenta el Canal del Migdia.
A l'Abadia de Sorese, fundada en el segle viii, hi hagué una escola important per la seva innovació pedagògica, des del segle xvii fins a 1991. Actualment és un museu.

## Demografia
| 1962                                       | 1968  | 1975  | 1982  | 1990  | 1999  | 2006  |
| ------------------------------------------ | ----- | ----- | ----- | ----- | ----- | ----- |
| 1.581                                      | 1.613 | 1.672 | 1.654 | 1.954 | 2.164 | 2.542 |
| Des de 1962: població sense dobles comptes |       |       |       |       |       |       |

## Administració
| Període | Identitat   | Partit |
| ------- | ----------- | ------ |
| 2001-   | Albert Mamy | UMP    |